# Václav Šašek z Bířkova
Václav Šašek z Bířkova (2. Hälfte des 15. Jahrhunderts) war ein böhmischer Junker und Diplomat in Diensten des Jaroslav Lev von Rosental.

## Leben
Sein genauer Name und Herkunft ist nicht bekannt, man vermutet jedoch, dass er aus der Nähe von Pilsen stammte. In den Jahren 1465 bis 1467 begleitete er Lev von Rosental auf seinen diplomatischen Reisen durch Deutschland, Belgien, England, Frankreich, Spanien nach Portugal bis zum Kap Finisterre und zurück über Italien und die Alpenländer. Zweck der Reise waren diplomatische Bemühungen des Königs Georg von Podiebrad und seiner Frau Johanna von Rosental um eine Aussöhnung mit den europäischen Ländern und Suche nach neuen Verbündeten gegen Papst Paul II., der den böhmischen König zum Ketzer ausrief. Seine Reisebeschreibung, Eindrücke, aber auch Abenteuer schrieb er in tschechischer Sprache nieder. Dieses Werk ging jedoch verloren. Der Nachwelt erhalten blieb eine lateinische Übersetzung des Olmützer Bischofs Stanislaus Pavlovský von Pavlovitz aus dem Jahr 1577. Durch František Augustin Slavík wurde das Werk wieder ins Tschechische übersetzt.
Für seine wurde Verdienste wurde Šašek z Bířkova zum Ritter geschlagen.

## Werke
- Deník o jízdě a putování pana Lva z Rožmitálu a z Blatné z Čech až na konec světa. (Tagebuch über die Fahrt und Wanderung des Herrn Lev von Rosental und Blatna aus Böhmen bis ans Ende der Welt). Der neuzeitliche Titel stammt von den Herausgebern B. Mathesius, B. Ryba, J. Kolár, Prag 1974. Der Bericht schildert den Besuch Belgiens, wo die Mitglieder der 40-köpfigen Reisegesellschaft das erste Mal Schlittschuhe sahen. In Frankreich stießen sie das erste Mal ans Meer. Während der Reise nahmen sie an einigen Turnieren teil, die zu ihren Ehren veranstaltet wurden und in denen sich insbesondere Herr Kolovrat Žehrovský hervortat. In Spanien traf die Gruppe auf Piraten, verlor dabei Herrn Bořita z Martinic, der sich aber freikaufte.  Größtenteils beschrieb der Autor jedoch Landschaften der bereisten Länder, Gewohnheiten der Bevölkerung, aber auch das Leben der Adeligen, einzelne Städte, Burgen und Klöster. Dieses Werk inspirierte Alois Jirásek zu seinem Buch Z Čech až na konec světa (Von Böhmen bis ans Ende der Welt).
- Jednota bratrská - traktát O trojím lidu